# پائولو وینیسیوس دی سوزا ناسیمنتو
پائولو وینیسیوس دی سوزا ناسیمنتو (به پرتغالی: Paulo Vinícius de Souza Nascimento) مدافع اهل برزیل است که در شهر کویابا و در تاریخ ۱۲ اوت ۱۹۸۴ به دنیا آمده‌است.
پائولو وینیسیوس دی سوزا ناسیمنتو در تیم‌های فوتبال Grêmio Inhumense سابقهٔ حضور دارد.